# Campionati europei di nuoto in vasca corta 2010 - 100 metri farfalla femminili
Le qualifiche per la semifinale si sono svolte la mattina del 27 novembre 2010, mentre la semifinale si è svolta la sera dello stesso giorno. La finale si è svolta la sera del 28 novembre 2010.

## Medaglie
| Posizione | Atleta              | Paese       |
| --------- | ------------------- | ----------- |
| Oro       | Inge Dekker         | Paesi Bassi |
| Argento   | Ingvild Snildal     | Norvegia    |
| Bronzo    | Caterina Giacchetti | Italia      |

## Record
Prima della manifestazione il record del mondo (RM), il record europeo (EU) e il record dei campionati (RC) erano i seguenti.
| Record mondiale       | 55.05 | Diane Bui Duyet Francia | 12 dicembre 2009 Istanbul, Turchia |
| Record europeo        | 55.05 | Diane Bui Duyet Francia | 12 dicembre 2009 Istanbul, Turchia |
| Record dei campionati | 55.05 | Diane Bui Duyet Francia | 12 dicembre 2009 Istanbul, Turchia |

Durante la competizione non sono stati migliorati record.

## Risultati batterie
| Pos. | Atleta                 | Nazionalità | Tempo       | Batteria    | Corsia      | Note        |
| ---- | ---------------------- | ----------- | ----------- | ----------- | ----------- | ----------- |
| 1    | Inge Dekker            | Paesi Bassi | 58.09       | 4           | 4           |             |
| 2    | Amit Ivri              | Israele     | 58.31       | 2           | 5           |             |
| 3    | Ingvild Snildal        | Norvegia    | 58.35       | 2           | 4           |             |
| 4    | Eszter Dara            | Ungheria    | 58.58       | 4           | 5           |             |
| 5    | Zsuzsanna Jakabos      | Ungheria    | 58.65       | 2           | 1           |             |
| 6    | Alessia Polieri        | Italia      | 58.77       | 3           | 2           |             |
| 7    | Kimberly Buys          | Belgio      | 58.84       | 3           | 5           |             |
| 8    | Melanie Schweiger      | Svizzera    | 59.03       | 3           | 1           |             |
| 9    | Iris Rosenberger       | Turchia     | 59.07       | 4           | 6           |             |
| 10   | Caterina Giacchetti    | Italia      | 59.08       | 4           | 2           |             |
| 11   | Triin Aljand           | Estonia     | 59.16       | 1           | 3           |             |
| 11   | Sara Freitas Oliveira  | Portogallo  | 59.16       | 2           | 7           |             |
| 13   | Aurore Mongel          | Francia     | 59.42       | 3           | 4           |             |
| 14   | Olga Klyuchnikova      | Russia      | 59.46       | 3           | 3           |             |
| 15   | Emilia Pikkarainen     | Finlandia   | 59.49       | 3           | 6           |             |
| 16   | Elena Di Liddo         | Italia      | 59.60       | 4           | 3           |             |
| 17   | Katarina Listopadova   | Slovacchia  | 59.77       | 2           | 6           |             |
| 18   | Katja Hajdinjak        | Slovenia    | 59.78       | 2           | 2           |             |
| 19   | Judit Ignacio Sorribes | Spagna      | 59.81       | 3           | 7           |             |
| 20   | Jasmin Rosenberger     | Turchia     | 1:00.61     | 4           | 1           |             |
| 21   | Marina Ribi            | Svizzera    | 1:00.98     | 2           | 8           |             |
| 22   | Lisa Zaiser            | Austria     | 1:01.13     | 1           | 5           |             |
| 23   | Anna Schegoleva        | Cipro       | 1:01.16     | 1           | 7           |             |
| 24   | Lenka Jarosova         | Rep. Ceca   | 1:01.29     | 4           | 7           |             |
| 25   | Iryna Niafedava        | Bielorussia | 1:01.78     | 3           | 8           |             |
| 26   | Bryndis Hansen         | Islanda     | 1:01.96     | 1           | 4           |             |
| 27   | Grainne Murphy         | Irlanda     | 1:02.18     | 1           | 6           |             |
| 28   | Monica Johannessen     | Norvegia    | 1:02.62     | 4           | 8           |             |
| 29   | Shir Wasserman         | Israele     | 1:03.16     | 1           | 1           |             |
| 30   | Nicol Samsonyk         | Israele     | 1:03.44     | 1           | 2           |             |
|      | Francesca Segat        | Italia      | non partita | non partita | non partita | non partita |

## Semifinali
| Pos. | Atleta                | Nazionalità | Tempo   | Batteria | Corsia | Note |
| ---- | --------------------- | ----------- | ------- | -------- | ------ | ---- |
| 1    | Inge Dekker           | Paesi Bassi | 57.06   | 2        | 4      |      |
| 2    | Ingvild Snildal       | Norvegia    | 58.57   | 2        | 5      |      |
| 3    | Caterina Giacchetti   | Italia      | 58.80   | 1        | 2      |      |
| 4    | Triin Aljand          | Estonia     | 58.84   | 2        | 7      |      |
| 5    | Eszter Dara           | Ungheria    | 58.85   | 1        | 5      |      |
| 6    | Zsuzsanna Jakabos     | Ungheria    | 58.86   | 2        | 3      |      |
| 7    | Alessia Polieri       | Italia      | 59.06   | 1        | 3      |      |
| 8    | Kimberly Buys         | Belgio      | 59.11   | 2        | 6      |      |
| 9    | Emilia Pikkarainen    | Finlandia   | 59.26   | 2        | 8      |      |
| 10   | Iris Rosenberger      | Turchia     | 59.27   | 2        | 2      |      |
| 11   | Aurore Mongel         | Francia     | 59.50   | 2        | 1      |      |
| 12   | Sara Freitas Oliveira | Portogallo  | 59.54   | 1        | 7      |      |
| 13   | Melanie Schweiger     | Svizzera    | 59.65   | 1        | 6      |      |
| 14   | Katarina Listopadova  | Slovacchia  | 59.89   | 1        | 8      |      |
| 15   | Amit Ivri             | Israele     | 1:00.64 | 1        | 4      |      |
| 16   | Olga Klyuchnikova     | Russia      | 1:05.21 | 1        | 1      |      |

## Finale
| Pos. | Atleta              | Nazionalità | Tempo | Corsia | Note |
| ---- | ------------------- | ----------- | ----- | ------ | ---- |
|      | Inge Dekker         | Paesi Bassi | 56.51 | 4      |      |
|      | Ingvild Snildal     | Norvegia    | 57.46 | 5      |      |
|      | Caterina Giacchetti | Italia      | 58.17 | 3      |      |
| 4    | Zsuzsanna Jakabos   | Ungheria    | 58.36 | 7      |      |
| 5    | Alessia Polieri     | Italia      | 58.46 | 1      |      |
| 6    | Triin Aljand        | Estonia     | 58.77 | 6      |      |
| 7    | Eszter Dara         | Ungheria    | 58.85 | 2      |      |
| 8    | Kimberly Buys       | Belgio      | 59.05 | 8      |      |